# Мирко Шарович
Мирко Шарович (на сръбски: Мирко Шаровић) е 4-ти президент на Република Сръбска в Босна и Херцеговина (5 октомври 1999 - 28 ноември 2002), излъчен от Сръбска демократическа партия. През 2012 година получава наградата „Орден на Република Сръбска“.

## Биография
Мирко Шарович е роден на 16 септември 1956 година в град Рогатица, Босна и Херцеговина (СФРЮ).